# コペル (教育サービス)
コペルは、株式会社クラ・ゼミが展開している幼児教室。
本稿では、2024年8月まで事業を行っていた株式会社コペル（Copel Corporation.）に関しても記述する。

## 概要
全国各地において、幼児や小学生を対象とした教室を「コペル」「コペルプラス」の名称で展開しており、発達支援スクールと放課後等デイサービスでは国内最大規模を誇っている。
1994年に創業し、2009年1月に株式会社コペルとして法人へ改組。テレビなどで紹介されるなどで知名度だ上昇すると同時に生徒数が増加したと同時に、積極的に教室を開設していき、売上高も2018年12月期の22億5334万円から2023年12月期には192億4285万円へと増加していった。
しかし、事業の拡大に伴う施設の開設などによる有利子負債が膨らんでいた他、新規教室の開校遅れなどから資金繰りが悪化。さらには人材確保難やFC教室を対象とした黒字保証プランなども重荷となっていた。このためコペルは2024年5月30日にコペルアセットマネジメントと共に東京地方裁判所に民事再生法適用を申請。同日付で保全・監督命令を受け、同年6月5日に民事再生手続開始決定を受けた。負債総額は2社合計で71億円。
2024年6月5日に債権者説明会が開かれ、席上でコペル側は「教室運営に必要な人材確保や利用者の獲得に一定の時間を要したことなどによる採算性低下や、子会社であるゆたかカレッジの自立訓練・就労移行支援施設事業における新教室開校の遅延によって、業績・資金繰りが悪化し、自力での事業継続が困難となった」「外部のスポンサーを確保し、支援を受けて再建を図る。すでに複数のスポンサー候補から意向表明を受けて最終段階に入っている」「経済的に通えないという人も通えるように1000教室を目指してやってきたが、半分にも届かなかった。これは急拡大であったと反省している」などとコメントした他、2024年4月には支援スポンサー探しを行っていた事や金融機関に対して支払の猶予を要請していた事もも明らかとなった。
民事再生スポンサーには数社が名乗りを上げていたが、コペルは2024年6月21日、静岡県浜松市に本社を置くクラ・ゼミを民事再生スポンサーに選定した。2024年7月25日に東京地方裁判所から事業譲渡の許可を受け、翌7月26日にコペルが手掛けている事業をクラ・ゼミに譲渡する契約を締結した。クラ・ゼミによる再生スキームは、受け皿会社を設立せずにコペルが手掛けている事業を直接クラ・ゼミが譲受するスキームとなる。
コペルが手掛けていた事業は2024年9月1日付でクラ・ゼミに譲渡され、コペルが手掛けていた事業はクラ・ゼミ直轄による運営となった。一方で、「コペルプラス」の教室の内FC教室の39教室はクラ・ゼミとのフランチャイズ契約が行われず、39教室は2024年12月をもって閉鎖した。コペルの東京本社と福岡本部はクラ・ゼミ コペル事業部の東京本部と福岡本部となった。コペルが手掛けていた事業はクラ・ゼミによって再建が図られる事になる。コペルは事業譲渡後も民事再生手続を継続する。

## 教室
「コペル」の教室については「コペル」教室を探すを、「コペルプラス」の教室については「コペルプラス」教室一覧を参照。